# Bengt-Göran Kronstam
Bengt-Göran Kronstam, född 21 november 1951 i Malmö, svensk vinskribent. Kronstam var under 28 år, från 1985 till 2013, Dagens Nyheters vinjournalist. samt varit en av de drivande krafterna bakom tidningen Allt om Vin. Kronstam har förekommit som kritiker av Systembolagets hantering av det s.k. beställningssortimentet.
Hans föräldrar är fabrikören Gunnar Kronstam och Magny (Maja), född Mårtensson.
Kronstam är gymnasieekonom 1970, och har examen från Christer Strömholms Fotoskola 1974. Han arbetade vid Systembolaget 1973–1982 (butiksanställd/deltid, redaktör för personaltidningen Bouquet 1977–1979, varuredaktör 1979–1982), copy/projektledare Bild & Text Annonsbyrå 1982–1985, vinkritiker i Dagens Nyheter 1985-2013, vinredaktör Gourmet 1986–1989, Allt om Mat 1990–2005, grundade Vin & Mat (sedan 2005 Allt om Vin) 1998 på uppdrag av Bonnier Tidskrifter.
Instiftade Sveriges Vinskribenters Förening 1990 och var dess ordförande till 2003 (sedan dess föreningens hedersordförande), ledamot i Lilla Sällskapet sedan 2003, initiativtagare 1994 till Vinordic, Skandinaviens största dryckesmässa.

## Utmärkelser och priser
- Vinakademiens diplom 1993 för ”betydande insatser för vinkulturens utbredning”
- Ordre du Mérite Agricole av franska jordbruksministeriet 1997
- f. landshövdingen Bertil Göranssons hederspris för ”gedigen informationsverksamhet och utveckling av kvalitetsmedvetandet inom dryckeskulturen” av Academia Gastronomica Scaniensis 1999
- Årets Vinprofil av Föreningen Munskänkarna när titeln utdelades första gången 2003
- Gastronomiska Akademiens guldpenna 2005 för ”utomordentligt författarskap på det gastronomiska området”
- Ordine al Merito della Repubblica Italiana av Italiens president 2007
- Årets svenska dryckesprofil av WoW News 2009